# 국제순수 및 응용물리학연맹
국제순수 및 응용물리학연맹 또는 국제순수·응용물리학연맹(International Union of Pure and Applied Physics, IUPAP; /ˈaəijuːpæp, ˈjuː-/)은 물리학의 전 세계적 발전을 지원하고 물리학의 국제 협력을 촉진하며 응용을 돕는 것을 임무로 하는 국제 비정부 기구이다. 인류의 관심사인 문제를 해결하기 위한 물리학의 1922년에 창립되었으며, 1923년 파리에서 첫 번째 총회가 개최되었다. 이 단체는 스위스 제네바에 본부를 두고 있다.
IUPAP는 다음을 통해 이 임무를 수행합니다: 국제 회의 후원; 커뮤니케이션 및 출판물 육성; 연구 및 교육 장려; 과학자들의 자유로운 순환을 촉진한다. 기호, 단위, 명명법 및 표준 사용에 관한 국제 협약을 촉진한다. 징계 및 학제 간 문제에 대해 다른 조직과 협력한다.
IUPAP는 국제과학위원회(International Science Council)의 회원이다.
IUPAP는 제76차 UN 총회에서 고려될 제안인 지속가능발전을 위한 세계 기초과학의 해 채택을 촉진하는 선도적인 조직이다.

## 같이 보기
- 국제 순수·응용 화학 연합